# Erwin Reusch
Erwin Reusch (* 11. März 1889 in Koblenz; † 14. Mai 1936 in Berlin) war ein deutscher Plakatkünstler und Werbegrafiker.

## Leben

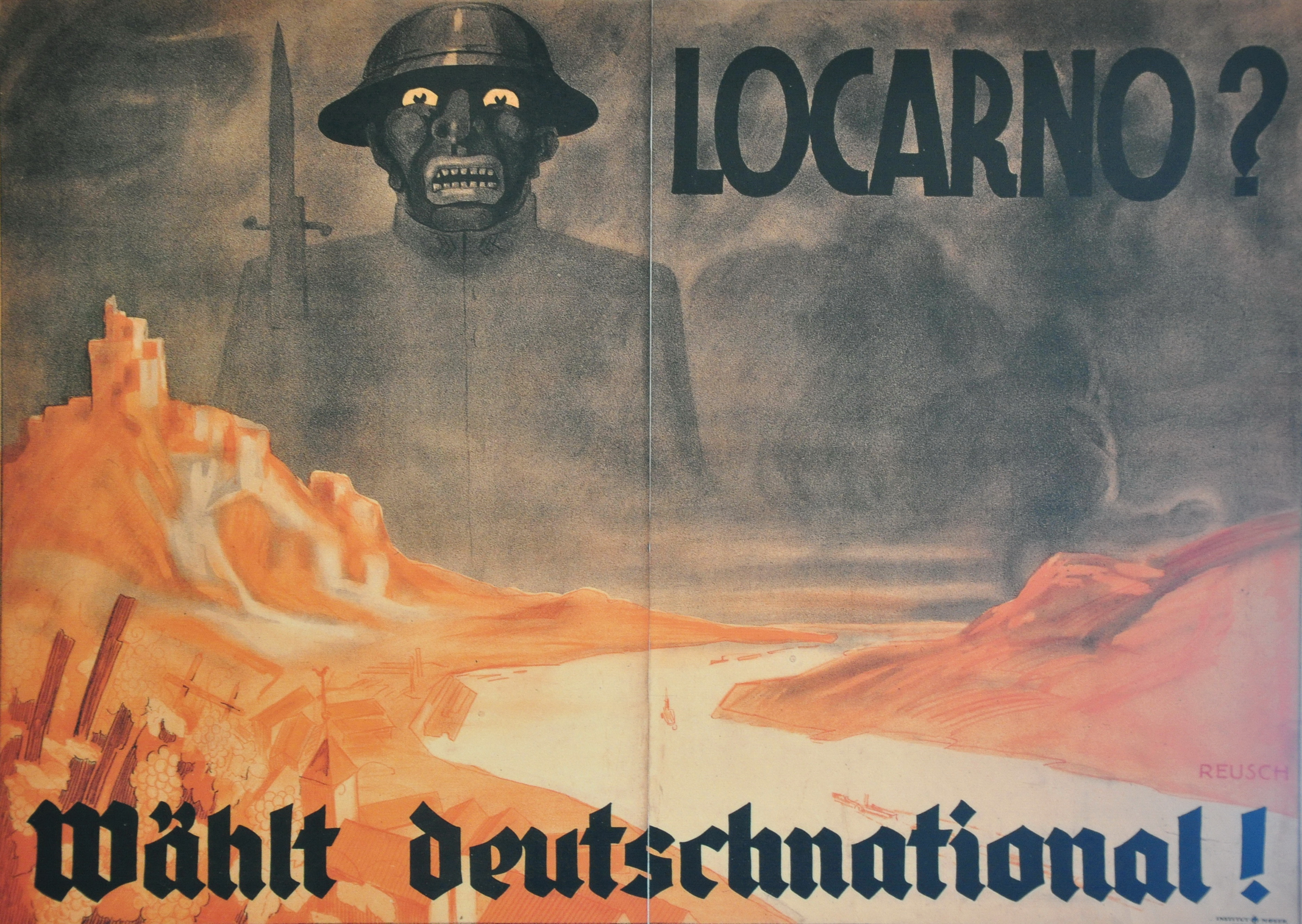
DNVP-Plakat 1928

Reusch studierte in Berlin an der Kunstgewerbeschule und an der Reimannsschule. In den 1920er Jahren lebte und arbeitete er in Berlin. Seine bekannteste Arbeit ist wahrscheinlich das Wahlplakat von 1932 „Mehr Macht dem Reichspräsidenten / Weg mit der Alleinherrschaft der Parlamente“. 1928 kreierte er passend zum Schlagwort der „schwarzen Schmach“ ein propagandistisches Wahlplakat für die DNVP zur Reichstagswahl, das einen Afrikaner in französischer Uniform zeigt, der drohend über eine Rheinlandschaft starrt.